# Meherzia Labidi
Meherzia Labidi (Hammamet, 17 dicembre 1963 – Parigi, 22 gennaio 2021) è stata una politica, attivista e traduttrice tunisina con cittadinanza francese, nota anche come  Meherzia Labidi Maïza in seguito al matrimonio.

## Biografia
Figlia di un imam, aveva sette fratelli. Studiò al liceo misto di Grombalia, per poi partire per la Francia, dove frequentò la Sorbona laureandosi quindi in letteratura inglese con una tesi di argomento teatrale. Divenne quindi traduttrice e successivamente insegnante presso l'Institut européen des sciences humaines di Saint-Denis.
Membro del partito Ennahda, tenne conferenze sull'educazione delle donne nelle società multiculturali. Attivista di Religions for Peace - una ONG internazionale riconosciuta dall'ONU - fu presidentessa del Global Women of Faith Network dal 2006. Nel 2009 entrò nel Consiglio europeo delle leader religiose. Si espresse contro l'uso del niqab, senza invece mai ricusare di portare hijab.
Il 23 ottobre 2011 fu eletta all'Assemblea costituente tunisina come rappresentante di Ennahda nel collegio elettorale di France 1. Il 22 novembre divenne anche la prima donna vicepresidente dell'Assemblea.
In possesso della doppia nazionalità tunisina e francese dal 2014, fu oggetto di controversia tra i suoi detrattori per il fatto che il marito e i loro tre figli - due femmine e un maschio - vivessero in Francia mentre lei in Tunisia.
Fu eletta all'Assemblea dei rappresentanti del popolo nelle elezioni del 26 ottobre 2014, questa volta nella circoscrizione 2 di Nabeul. Il 26 marzo 2020 succedette ad Ahmed Gaâloul, diventato ministro nel governo Fakhfakh.
Meherzia Labidi morì a Parigi nel gennaio 2021, per complicazioni da COVID-19, dopo due mesi di ricovero.

## Scritti
- Abraham, réveille-toi, ils sont devenus fous, con Laurent Klein, éd. de l'Atelier, Paris, 2004 ISBN 2708237691
- La religion peut-elle rendre heureux ?, con Michel Serfati e Louis Pernot, éd. de l'Atelier, Paris, 2004 ISBN 2708237772
- Y a-t-il quelque chose après la mort ?, con Claude Geffré, Cyrille Javary e Alain Houziaux, éd. de l'Atelier, Paris, 2004 ISBN 2708237675
- Les religions face aux questions de la vie, con Joseph Boyer, Patrick Colle, Joseph Herveau e Laurent Klein, éd. de l'Atelier, Paris, 2005 ISBN 2708238094
- Les fondements de la vie : guide pédagogique, con Joseph Herveau, Laurent Klein e Joseph Boyer, éd. de l'Atelier, Paris, 2006 ISBN 2708238620
- Les religions. Modes de vie, modes d'emploi, con Joseph Boyer, Patrick Colle, Joseph Herveau e Laurent Klein, éd. de l'Atelier, Paris, 2011 ISBN 2708241818